# ARD Abend

Karte der Sender, welche den ARD Abend übernehmen. (Stand: Juni 2025)

Der ARD Abend ist neben dem ARD Musikclub eine von zwei bundesweit täglich ab 20 Uhr ausgestrahlten Angeboten der Oldie- und Landes-Hörfunkprogrammen der ARD. Die Sendung wurde unter dem Titel „Der ARD Abend – Radio für alle“ im Rahmen einer umfassenden Reform der Abendangebote erstmals am 2. Juni 2025 ausgestrahlt. Sie ist Teil einer neuen Kooperation der ARD-Landesrundfunkanstalten, bei der ausgewählte Musikformate in gemeinsamer Verantwortung produziert und von mehreren Sendern übernommen werden.
Federführend für den ARD Abend ist der Mitteldeutsche Rundfunk, der die Sendung im wöchentlichen Wechsel in den Funkhäusern in Dresden, Erfurt und Magdeburg produziert. Die live moderierte Produktion mit hauptsächlich aus Oldies bestehender Musik wird täglich von 20 Uhr bis 23 Uhr angeboten und von den Sendern Antenne Brandenburg, MDR Sachsen, MDR Sachsen-Anhalt, MDR Thüringen, NDR 1 Niedersachsen, NDR 1 Radio MV, NDR 1 Welle Nord und WDR 4 ausgestrahlt. Nachrichten und Wetterberichte zur vollen Stunde werden von den nehmenden Sendern regional produziert.
| Nehmender Kanal                      | Sendezeiten                                                                          |
| ------------------------------------ | ------------------------------------------------------------------------------------ |
| NDR-Landesprogramme (außer NDR 90,3) | täglich 21 – 23 Uhr                                                                  |
| Antenne Brandenburg                  | dienstags und donnerstags 21 – 23 Uhr, sonst ab 20 Uhr                               |
| WDR 4                                | montags bis donnerstags 21 – 23 Uhr, freitags ab 22 Uhr, wochenends eigenes Programm |
| MDR Sachsen                          | täglich 20 – 23 Uhr, sonnabends eigenes Programm                                     |
| MDR Sachsen-Anhalt                   | täglich 20 – 23 Uhr                                                                  |
| MDR Thüringen                        | täglich 20 – 23 Uhr                                                                  |